# Vytautas Liudvikas Šeštokas
Vytautas Liudvikas Šeštokas (*  25. Oktober 1944 in Pasausiai, Wolost Subačius, jetzt Rajongemeinde Anykščiai) ist ein litauischer Politiker. Er ist Bürgermeister der Rajongemeinde Panevėžys.

## Leben
1949 wurde seine Familie nach Sibirien, Oblast Irkutsk deportiert. Von 1957 bis 1961 lernte er in Surdegis bei Anykščiai und von 1961 bis 1965 im Panevėžio politechnikumas. Von 1968 bis 1975 absolvierte er das Diplomstudium des Bauingenieurwesens am Kauno politechnikos institutas.
Von 1964 bis 1965 arbeitete er in Panevėžys, von 1968 bis 1971 in Kaunas.
Von 1995 bis 1997 war er Bürgermeister, von 1997 bis 2000 stellv. Bürgermeister der Rajongemeinde Panevėžys.
Ab 1991 war er Mitglied von Lietuvos krikščionių demokratų partija.